# 村田真哉
村田 真哉（むらた しんや）は、日本の漫画家・漫画原作者。星座は魚座。
埼玉県さいたま市出身。2002年雑誌『ガンガンパワード』より『JACKALS』でデビュー。
デビュー前は雑誌『アフタヌーン』の四季賞に投稿し、佳作に入選するなどしていた。
2012年に漫画家のさとと結婚した。

## 作品リスト

### 読切
- JACKALS（『ガンガンパワード』2002年秋号、2003年春号、『ガンガンYG』2004年弐号）
- デアボリカ（『ヤングガンガン』2005年No.3、No.9）
- ドラゴニア〜義姫伝〜（『ガンガンONLINE』2011年）
- アラクニド特別編（『ヤングガンガン』2012年No.5）
- 明滅!!ホタル娘（『週刊ヤングジャンプ増刊アオハル』0.99号（2013年）[1]、村田真哉×さと名義[1]）
- 村田真哉原作3作品 コラボマンガ 女6人(?)温泉物語（『月刊ガンガンJOKER』2015年3月号、作画：いふじシンセン 隅田かずあさ 速水時貞）

### 連載
- JACKALS（『ヤングガンガン』2005年 - 2008年、作画：キム・ビョンジン、スクウェア・エニックス、全7巻）
- アラクニド（『月刊ガンガンJOKER』2009年12月号 - 2016年1月号、作画：いふじシンセン、スクウェア・エニックス、全14巻）
- キャタピラー（『ヤングガンガン』2012年6号 - 2018年9号、作画：匣咲いすか→速水時貞[注 1]、スクウェア・エニックス、全11巻）
- ヴァイアンメイデン（『チャンピオンRED』2013年1月号 - 2013年6月号、※未完[2]、作画：新崎コウ、秋田書店、全1巻）
- キリングバイツ（『月刊ヒーローズ』2014年1月号 - 連載中、作画：隅田かずあさ、ヒーローズ、既刊25巻）
  - ほしがりすぎでしょ!? 稲葉さん（『コミプレ』2020年8月21日[3] - 2022年11月25日、作画：隅田かずあさ、ヒーローズ、全3巻） - 『キリングバイツ』のスピンオフ[3]
- 魔女に与える鉄鎚（『月刊ガンガンJOKER』2014年4月号 - 2015年9月号、作画：檜山大輔、スクウェア・エニックス、全3巻）
- ヒメノスピア（『月刊ヒーローズ』2017年4月号 - 2020年11月号、『コミプレ』2020年12月11日 - 2021年4月16日、作画：柳井伸彦、小学館クリエイティブ、全8巻）
- 蝶撫の忍（『ガンガンJOKER』2017年5月号 - 2019年8月号、作画：速水時貞、スクウェア・エニックス、全5巻、全25話）
- ブラトデア（『月刊ガンガンJOKER』2020年2月号 - 連載中、作画：速水時貞、スクウェア・エニックス、既刊7巻）
- こんちゅき（『ヤングドラゴンエイジ』Vol.3[4] - Vol.11、作画 / zunta、KADOKAWA、全2巻）
- 死神娘はぺろぺろしたい（『コミプレ』2020年8月28日[5] - 2022年4月22日[5]、原作：朱白あおい、作画：渡辺つよし、KADOKAWA、全4巻）
- 最強スキル『命乞い』で悔しいけど無双しちゃう元魔王様の世界征服活動（『コミプレ-Comiplex-』[6]2023年6月30日[7] - 、作画：隅田かずあさ）